# Tonga A
Se conoce como Tonga A es la segunda selección de rugby de Tonga regulada por la unión de ese país.

## Participación en copas
| - Pacific Rugby Cup 2011: 3.º puesto - Pacific Rugby Cup 2012: 3.º puesto - Pacific Rugby Cup 2013: 4.º puesto - Pacific Rugby Cup 2014: 4.º puesto - Pacific Challenge 2015: 5.º puesto - Pacific Challenge 2016: 3.º puesto - Pacific Challenge 2017: 3.º puesto - Pacific Challenge 2018: 4.º puesto (último) - Pacific Challenge 2019: 3.º puesto - Pacific Challenge 2020: 3.º puesto - Pacific Challenge 2023: 4.º puesto (último) - Pacific Challenge 2024: 4.º puesto (último) | - AP Challenge 2017: 3.º puesto - AP Challenge 2018: 4.º puesto - AP Challenge 2021: no participó - AR Championship 2010: 4.º puesto (último) - Punjas Rugby Series 2010: (1 - 1) - Punjas Rugby Series 2011: (1 - 1) |